# Nephrolepis auriculata
Nephrolepis auriculata là một loài dương xỉ trong họ Nephrolepidaceae. Loài này được Trimen mô tả khoa học đầu tiên năm 1887.
Danh pháp khoa học của loài này chưa được làm sáng tỏ. 

## Hình ảnh

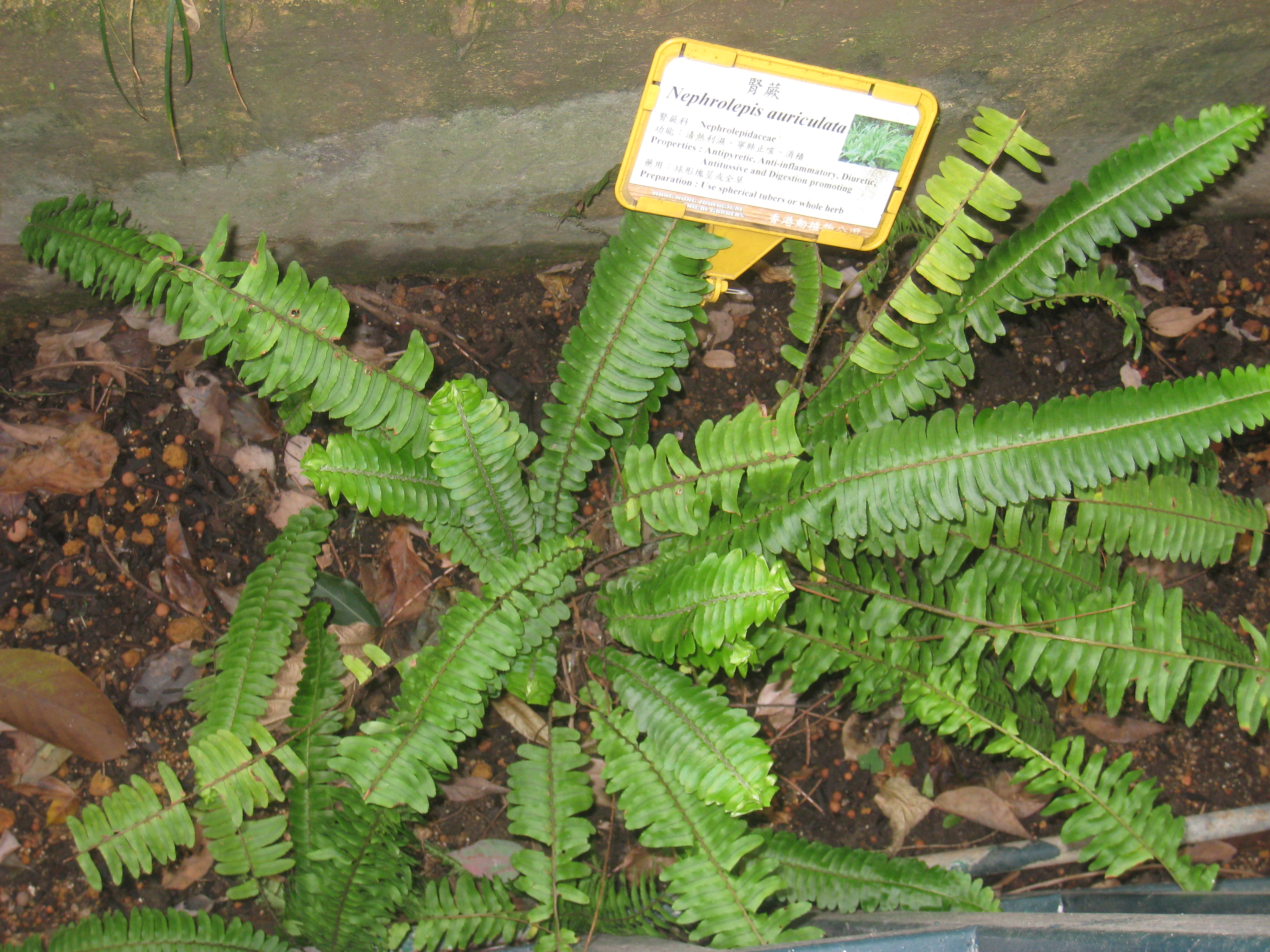